# 司法ミニマリズム
司法ミニマリズムは、アメリカ憲法学におけるある哲学を指す言葉であり、引退したサンドラ・デイ・オコナー判事のような政治的に中庸な立場であると主張されている。
司法ミニマリズムは、司法積極主義、司法原意主義、司法条文主義のような他の法哲学と比較されることが多い。

## 司法ミニマリズムの立場
ミニマリストは、彼等が両極端な解釈と見なすものの代わりとして、特定の事例に限定された最小限の憲法解釈を提供する。
またミニマリストは、安定した憲法が全員の利益になると信じており、判例や先例拘束力の原則を極めて重要視している。
ミニマリストは、判例からの解離を最小限にし、適用範囲を限定し、（保守派とは反対に）原意主義者や厳格解釈主義者よりも、社会一般の方向性に基づいた解釈が、真の司法抑制を実現しつつ、（リベラル派の多くが求めるものより遥かに適応速度は遅いが）「生ける憲法」を可能にすると主張する。
法廷におけるミニマリストは、憲法判断によって中絶の全面禁止や合法化を宣言したりするのではなく、ミニマリスト固有の優先順位に応じて、中絶などの判例に対する支持を、少しずつ強めたり弱めたりする。
サンドラ・デイ・オコナーは、よくミニマリストによって理想の判事として称えられる。

アントニン・スカリア判事は、2011年の合衆国最高裁判所における「NASA対ネルソン」事件の同意意見において、ミニマリズムのことを、「『可能性』ばかりを言う傾向があり、いくつかの理由で有害である」と嘲笑した。

サミュエル・アリート判事は、多数派意見として、法廷におけるミニマリストの、「目の前の事件には判決を下すが、より広範な問題は後日に譲る」ことを選ぶというやり方を擁護している。

## 要約と司法急進派批判
司法ミニマリズムは、主にキャス・サンスティーンに帰せられる立場であり、原意主義の保守派スタンスを、偽装した司法積極主義として批判している。
ミニマリストは、原意主義者の理論を忠実に適用すれば、憲法制度において、おそらく男女同権や人種差別などを含む諸問題に関して、現代社会のスタンダードが無視され、アメリカ合衆国建国の父たちの支持する、今では時代遅れになり現代社会では好ましくない意見が優先されるものになるだろう、と信じている。
ミニマリストは、原意主義者と称する保守派は、保守派の政治目的にとって都合のいい場合には、判例を無視する傾向がある、と主張している。
またミニマリストは、従来のリベラル派の司法積極主義についても、過度に拡張的であり、リベラル派の政治目的に都合のいいときには判例を無視すると批判している。